# Epidendrum rigidiflorum
Epidendrum rigidiflorum är en orkidéart som beskrevs av Rudolf Schlechter. Epidendrum rigidiflorum ingår i släktet Epidendrum och familjen orkidéer. Inga underarter finns listade i Catalogue of Life.